# Хлорид амонію
Амо́нію хлори́д — хімічна сполука, амонієва сіль соляної кислоти. Інші назви — нашатир, хлористий амоній, амоніак, сальм'я́к, сальміак, саламоніак, саламоніт. Хімічна формула хлористого амонію координаційної будови — NH4Cl.

## Назва
Слово нашатир запозичене через російське посередництво з тюркських мов (азерб. nişadyr, тур. nişadir, тат. нышадыр), у яких є похідним від арабського «нушадір» («аміачна сіль»). Слова «сальм'я́к» і «сальміак», ймовірне, походять від нім. Salmiak, а «саламоніак» — від англ. sal-ammoniac.
Часто словом «нашатир» не зовсім правильно називають й іншу речовину — нашатирний спирт.

## Хімічні властивості
Містить 33,72 % NH4 і 66,28 % Cl. Безбарвна кристалічна речовина, питома вага 1,53; добре розчинна у воді. При нагріванні до 350 °С розкладається.

## Використання
Одержують сполученням аміаку з хлоридом натрію. Хлорид амонію використовують у фарбуванні тканин, у виготовленні гальваніч. елементів, паянні, лудінні та в медицині.
Хлорид амонію використовують при виготовленні солоної локриці для додання терпкого, солоного смаку.

## У природному стані
Мінерал. Домішки: Fe, Br, I. Сингонія кубічна. Пентагон-триоктаедричний вид. Спайність недосконала. Утворює безбарвні та білі кристали (часто з викривленими гранями), землисті нальоти, кірки, волокнисті, скелетні або дендритові й сталактитові форми. Рідше утворює трапецоедричні, додекаедричні і кубічні кристали. Густина 1,532. Твердість 1,5-2. Злам раковистий. Блиск скляний. Прозорий. Пластичний. На смак солоний, терпкий. Розчиняється у воді. Продукт згону в кратерах вулканів і порожнинах серед лав Везувію, Етни, вулканів Камчатки. Також утворюється при пожежах у кам'яновугільних родовищах (Донбас) і у вигляді вицвітів на поверхні в місцевостях зі спекотним кліматом (Таджикистан, Апшеронський півострів та ін.). Рідкісний.